# Santa Maria Nuova (titre cardinalice)
Le titre cardinalice de Santa Maria Nuova a été érigé en 1887 par le pape Léon XIII.
Il est rattaché à la basilique Santa Francesca Romana, anciennement appelée Santa Maria Nuova, située près du Forum romain dans le rione Campitelli.

## Titulaires
- Charles-Philippe Place (1887-1893)
- Léon-Benoit-Charles Thomas (1893-1894)
- Joseph-Christian-Ernest Bourret (1894-1896)
- Guillaume-Marie-Joseph Labouré (1898-1906)
- Louis-Henri-Joseph Luçon (1907-1930)
- Francesco Marchetti Selvaggiani (1930-1936)
- Enrico Sibilia (1936-1939)
- Adam Stefan Sapieha (1946-1951)
- Josef Wendel (1953-1960)
- Luis Concha Córdoba (1961-1975)
- Emmanuel Kiwanuka Nsubuga (1976-1991)
- Angelo Sodano (1991-1994) ; in commendam (1994-2022)
- Péter Erdő (depuis 2023)

### Sources
- (it) Cet article est partiellement ou en totalité issu de l’article de Wikipédia en italien intitulé « Santa Maria Nuova (titolo cardinalizio) » (voir la liste des auteurs).